# Nismo
Nismo (скорочено від Nissan Motorsport International Limited (яп. ニッサン・モータースポーツ・インターナショナル株式会社, Nissan Mōtā Supōtsu Intānashonaru Kabushiki-gaisha)) — спортивний підрозділ Nissan Motor Company. Сформований в 1984 в результаті злиття двох спортивних підрозділів, автомобілі Nismo взяли участь у JSPC, формула Nippon, JTCC, 24 години Ле-Ману і 24 години Дайтони. В даний час вони беруть участь в Super GT і чемпіонаті FIA GT. Nismo у квітні 2022 року була об’єднана зі своєю сестринською компанією Autech, утворивши нову дочірню компанію Nissan — Nissan Motorsport & Customizing.